# スコーリイ級駆逐艦
スコーリイ級駆逐艦（英語: Skory-class destroyer）は、ソビエト連邦海軍の駆逐艦の艦級。計画名は30-bis型駆逐艦（Эскадренный миноносец проекта 30-бис）。砲熕と水雷を重視した伝統的駆逐艦であり、ソ連・ロシア海軍の駆逐艦としては最多の70隻が建造された。

## 来歴
第二次世界大戦後、ソビエト連邦共産党書記長を務めていたヨシフ・スターリンは外洋海軍の建設を志向したが、沿海域戦力も同時に保持することを求めており、まずは1946-50年の五カ年計画に基づいて戦前の設計を元にした艦隊を建設したのち、1951-55年の五カ年計画より、大戦の戦訓を踏まえた新型艦の建造に着手するという漸進的な艦隊整備を構想した。
このうち、戦前の設計を元にした艦隊建設の一環として盛り込まれたのが本級であった。海軍総司令官を務めていたクズネツォフ提督は、より大型で高性能な駆逐艦（40型; 約3,500トン）を10隻という少数のみ建造することを要望したものの、スターリン書記長は駆逐艦戦力250隻の整備を掲げており、本級を約200隻建造するよう要求した。その後、駆逐艦の整備目標が188隻に削減されたことにともない、本級の建造数も削減された。

## 設計
戦術・技術規則（要求）では36ノットの速力、また巡航速度15.5ノットで3,500海里の航続距離が求められた。本級の設計作業は1945年10月8日より開始され、基本設計は1947年1月28日に承認された。急速建造を実現するため、先行するオグネヴォイ級駆逐艦（30/30-K型）を多くの点で踏襲しつつ、戦後にドイツ国から獲得した駆逐艦の技術的要素を加味した設計となっている。
本級は、ソ連で初めて船体を全溶接式・縦肋骨式としている。30型よりも船体構造を強化し、船殻重量は50パーセント近く増大した。急速建造に配慮して101個のモジュールに分割して建造されており、「セリョズヌイ」は起工からおよそ1年で竣工にこぎつけた。凌波性を重視して、強いシアを有する船首楼船型を採用し、また30型やストロジェヴォイ級（7U型）よりも乾舷を高めている。ただし波浪対策は不十分で、例えば静水面では36ノットを発揮できた「スメリイ」は、荒天下では空気取入口からの海水の流入に悩まされ、最大速力は28ノットに制約された。
艦橋は露天式で、建造時期からすると旧弊な設計であった。水線下の設計も古典的で、舵は1枚、また推進軸の整流覆などに特徴があった。艦尾部のスケグは設けずビルドアップ方式であった。旋回径は船の長さの8.5倍とかなり大きく、後にビルジキールが付された。
機関はギアード・タービン方式で、重油専焼式のKV-30型水管ボイラー4基とTV-6型蒸気タービンにより、2軸のスクリュープロペラを駆動する。

## 装備
兵装面では、砲熕と水雷を重視した伝統的駆逐艦といえる。艦砲としては、B-2LM 50口径130mm連装砲2基と92-K 52口径85mm連装高角砲1基、70-K 67口径37mm単装機関砲7基を搭載した。これらを管制するため、艦橋トップには大型のKDP2-4L主方位盤、後部にはやや小型のSVP-29RLM副方位盤を設置した。その後、1952年からの改装の際に、70-KはV-11 連装機関砲4基に変更されたほか、重機関銃も25mm機関砲に換装された。
1957年、本級の一部を対象として電子情報（ELINT）能力を強化する改装が計画され、31型と呼称された。この改装とあわせて対空・対潜兵器の強化が行われることになり、艦首側の85mm高角砲・37mm機関砲および主方位盤、5連装魚雷発射管1基を撤去して、57mm単装砲5基およびRBU-2500対潜ロケット砲2基が搭載された。
ソナーとしては、当初はタミル-5Nが搭載されていたが、1952年の改装でペガス-2に換装された。

## 同型艦一覧
| 艦名                                   | 建造所                                                | 起工            | 進水            | 竣工            | 除籍        | その後                                                                                                   |
| -------------------------------------- | ----------------------------------------------------- | --------------- | --------------- | --------------- | ----------- | --- |
| スメリイ Смелый                        | A. A. ジダーノフ記念 第190造船所 (レニングラード)     | 1948年 5月16日  | 1948年 9月29日  | 1949年 12月21日 | 1960年 11月 | |
| ストイキイ Стойкий                     | A. A. ジダーノフ記念 第190造船所 (レニングラード)     | 1948年 11月16日 | 1949年 2月1日   | 1950年 4月18日  | 1980年 2月  | |
| スコーリイ Скорый                      | A. A. ジダーノフ記念 第190造船所 (レニングラード)     | 1949年 2月15日  | 1949年 8月14日  | 1950年 9月26日  | 1958年 6月  | ポーランド海軍「ヴィヘル」（ORP Wicher）として再就役                                                     |
| スロヴィ Суровый                       | A. A. ジダーノフ記念 第190造船所 (レニングラード)     | 1949年 8月15日  | 1949年 10月1日  | 1950年 10月31日 | 1988年 2月  | |
| セルディティ Сердитый                  | A. A. ジダーノフ記念 第190造船所 (レニングラード)     | 1949年 12月22日 | 1950年 4月15日  | 1950年 12月20日 | 1975年 3月  | |
| スポソブヌイ Способный                 | A. A. ジダーノフ記念 第190造船所 (レニングラード)     | 1950年 3月1日   | 1950年 4月30日  | 1950年 12月20日 | 1957年 12月 | ポーランド海軍「グロム」（ORP Grom）として再就役                                                         |
| ストレミテルヌイ Стремительный         | A. A. ジダーノフ記念 第190造船所 (レニングラード)     | 1950年 5月15日  | 1951年 4月15日  | 1951年 7月4日   | 1981年 6月  | |
| ソクルシテルヌイ Сокрушительный        | A. A. ジダーノフ記念 第190造船所 (レニングラード)     | 1950年 9月15日  | 1951年 6月30日  | 1951年 11月28日 | 1977年 7月  | |
| スヴォボドヌイ Свободный               | A. A. ジダーノフ記念 第190造船所 (レニングラード)     | 1950年 11月27日 | 1951年 8月20日  | 1952年 6月23日  | 1983年 1月  | |
| スタトヌイ Статный                     | A. A. ジダーノフ記念 第190造船所 (レニングラード)     | 1951年 3月1日   | 1951年 10月28日 | 1952年 8月4日   | 1982年 7月  | |
| スメトリヴィ Сметливый                 | A. A. ジダーノフ記念 第190造船所 (レニングラード)     | 1951年 5月24日  | 1951年 11月17日 | 1952年 8月5日   | 1956年 6月  | エジプト海軍「エル・ザフェル」（El Zaffer）として再就役                                                  |
| スモトリアシュチイ Смотрящий           | A. A. ジダーノフ記念 第190造船所 (レニングラード)     | 1951年 6月21日  | 1952年 2月19日  | 1952年 11月4日  | 1978年 2月  | |
| ソヴェルシェンヌイ Совершенный         | A. A. ジダーノフ記念 第190造船所 (レニングラード)     | 1951年 7月16日  | 1952年 4月24日  | 1952年 12月24日 | 1987年 3月  | |
| セリョズヌイ Серьёзный                 | A. A. ジダーノフ記念 第190造船所 (レニングラード)     | 1951年 10月25日 | 1952年 7月13日  | 1952年 12月24日 | 1987年 3月  | |
| ソリドヌイ Солидный                    | A. A. ジダーノフ記念 第190造船所 (レニングラード)     | 1952年 1月4日   | 1952年 8月17日  | 1952年 12月31日 | 1956年 6月  | エジプト海軍「エル・ナセル」（El Nasser）として再就役後、 1968年7月よりソ連海軍に復籍、1987年4月に再除籍 |
| ステペンヌイ Степенный                 | A. A. ジダーノフ記念 第190造船所 (レニングラード)     | 1952年 2月11日  | 1952年 9月22日  | 1953年 2月11日  | 1986年 3月  | |
| ブディテルヌイ Бдительный              | 61人のコミューン参加者記念 第445造船所 (ニコラーエフ) | 1948年 6月10日  | 1948年 12月30日 | 1949年 10月25日 | 1960年 11月 | |
| ベズデルジヌイ Безудержный             | 61人のコミューン参加者記念 第445造船所 (ニコラーエフ) | 1948年 7月20日  | 1949年 3月31日  | 1949年 12月30日 | 1960年 11月 | |
| ブイヌイ Буйный                        | 61人のコミューン参加者記念 第445造船所 (ニコラーエフ) | 1949年 4月15日  | 1949年 9月23日  | 1950年 8月29日  | 1986年 3月  | |
| ベズプレチヌイ Безупречный             | 61人のコミューン参加者記念 第445造船所 (ニコラーエフ) | 1949年 7月15日  | 1949年 12月31日 | 1950年 9月9日   | 1975年 3月  | |
| ベスストラシュヌイ Бесстрашный         | 61人のコミューン参加者記念 第445造船所 (ニコラーエフ) | 1949年 9月29日  | 1950年 3月31日  | 1950年 10月31日 | 1961年 8月  | |
| ボエヴォイ Боевой                      | 61人のコミューン参加者記念 第445造船所 (ニコラーエフ) | 1949年 12月21日 | 1950年 4月29日  | 1950年 12月19日 | 1961年 8月  | インドネシア海軍「スルタン・ダルムダ」（KRI Sultan Darmuda）として再就役                                 |
| ビストリイ Быстрый                     | 61人のコミューン参加者記念 第445造船所 (ニコラーエフ) | 1950年 2月20日  | 1950年 6月28日  | 1950年 12月19日 | 1979年 7月  | |
| ブルヌイ Бурный                        | 61人のコミューン参加者記念 第445造船所 (ニコラーエフ) | 1950年 5月18日  | 1950年 8月29日  | 1951年 6月4日   | 1962年 1月  | エジプト海軍「スエズ」（Suez）として再就役                                                               |
| ベスポシュチャドヌイ Беспощадный       | 61人のコミューン参加者記念 第445造船所 (ニコラーエフ) | 1950年 5月28日  | 1950年 9月30日  | 1951年 6月27日  | 1962年 1月  | エジプト海軍「ダミエット」（Damiet）として再就役後、 1968年7月よりソ連海軍に復籍、1988年2月に再除籍      |
| ベズジャロストヌイ Безжалостный        | 61人のコミューン参加者記念 第445造船所 (ニコラーエフ) | 1950年 7月12日  | 1950年 12月30日 | 1951年 7月6日   | 1964年 5月  | インドネシア海軍「ブラウィドジャジャ」（KRI Brawidjaja）として再就役                                     |
| ベズザヴェトヌイ Беззаветный           | 61人のコミューン参加者記念 第445造船所 (ニコラーエフ) | 1950年 9月28日  | 1951年 3月30日  | 1951年 11月11日 | 1959年 6月  | インドネシア海軍「スルタン・イスカンダル・ムダ」 （KRI Sultan Iskandar Muda）として再就役                |
| ベスシュムヌイ Бесшумный               | 61人のコミューン参加者記念 第445造船所 (ニコラーエフ) | 1950年 10月31日 | 1951年 5月31日  | 1951年 11月30日 | 1979年 6月  | |
| ベスポコイヌイ Беспокойный             | 61人のコミューン参加者記念 第445造船所 (ニコラーエフ) | 1951年 1月16日  | 1951年 6月30日  | 1951年 12月21日 | 1959年 6月  | インドネシア海軍「サンドジャジャ」（KRI Sandjaja）として再就役                                           |
| ベズボヤズネンヌイ Безбоязненный       | 61人のコミューン参加者記念 第445造船所 (ニコラーエフ) | 1951年 3月26日  | 1951年 8月31日  | 1952年 1月11日  | 1976年 8月  | |
| ベゾトカズヌイ Безотказный             | 61人のコミューン参加者記念 第445造船所 (ニコラーエフ) | 1951年 6月22日  | 1951年 10月31日 | 1952年 10月4日  | 1985年 4月  | |
| ベズコリズネンヌイ Безукоризненный     | 61人のコミューン参加者記念 第445造船所 (ニコラーエフ) | 1951年 7月29日  | 1952年 1月31日  | 1952年 9月30日  | 1961年 8月  | |
| ベススメンヌイ Бессменный              | 61人のコミューン参加者記念 第445造船所 (ニコラーエフ) | 1951年 9月12日  | 1952年 3月31日  | 1952年 12月10日 | 1968年 6月  | エジプト海軍「ダミエット」（Damiet）として再就役                                                         |
| ピルキイ Пылкий                        | 61人のコミューン参加者記念 第445造船所 (ニコラーエフ) | 1952年 4月20日  | 1952年 7月31日  | 1952年 12月31日 | 1964年 5月  | インドネシア海軍「ディポネゴロ」（KRI Diponegoro）として再就役                                           |
| ヴストレチヌイ Встречный               | 第199造船所 (コムソモリスク・ナ・アムーレ)            | 1948年 4月29日  | 1949年 5月20日  | 1949年 12月07日 | 1972年 9月  | |
| ヴェドシュチイ Ведущий                 | 第199造船所 (コムソモリスク・ナ・アムーレ)            | 1948年 7月31日  | 1949年 8月21日  | 1949年 12月26日 | 1975年 3月  | |
| ヴァジュヌイ Важный                    | 第199造船所 (コムソモリスク・ナ・アムーレ)            | 1948年 10月30日 | 1949年 9月4日   | 1949年 12月29日 | 1975年 3月  | |
| フスピルチヴィ Вспыльчивый             | 第199造船所 (コムソモリスク・ナ・アムーレ)            | 1949年 2月15日  | 1950年 5月14日  | 1950年 9月30日  | 1960年 11月 | |
| ヴェリチャヴィ Величавый               | 第199造船所 (コムソモリスク・ナ・アムーレ)            | 1949年 8月4日   | 1950年 5月14日  | 1950年 10月31日 | 1972年 9月  | |
| ヴィオルトキィ Вёрткий                 | 第199造船所 (コムソモリスク・ナ・アムーレ)            | 1949年 11月5日  | 1950年 7月22日  | 1950年 12月14日 | 1973年 10月 | |
| ヴェチヌイ Вечный                      | 第199造船所 (コムソモリスク・ナ・アムーレ)            | 1950年 1月12日  | 1950年 8月30日  | 1950年 12月15日 | 1960年 11月 | |
| ヴィクレヴォイ Вихревой                | 第199造船所 (コムソモリスク・ナ・アムーレ)            | 1950年 2月28日  | 1950年 9月15日  | 1950年 12月27日 | 1983年 6月  | |
| ヴィドヌイ Видный                      | 第199造船所 (コムソモリスク・ナ・アムーレ)            | 1950年 5月27日  | 1951年 5月17日  | 1951年 12月21日 | 1961年 8月  | |
| ヴェルヌイ Верный                      | 第199造船所 (コムソモリスク・ナ・アムーレ)            | 1950年 7月15日  | 1951年 5月17日  | 1951年 12月26日 | 1981年 3月  | |
| ヴネザプヌイ Внезапный                 | 第199造船所 (コムソモリスク・ナ・アムーレ)            | 1950年 9月23日  | 1951年 6月14日  | 1951年 12月28日 | 1959年 2月  | インドネシア海軍「サルワジャラ」（KRI Sarwajala）として再就役                                            |
| ヴニマテルヌイ Внимательный            | 第199造船所 (コムソモリスク・ナ・アムーレ)            | 1950年 10月31日 | 1951年 8月2日   | 1951年 12月26日 | 1986年 7月  | |
| ヴィラジテルヌイ Выразительный         | 第199造船所 (コムソモリスク・ナ・アムーレ)            | 1950年 12月14日 | 1951年 8月26日  | 1951年 12月29日 | 1962年 11月 | インドネシア海軍「シンガマンガ・ラジャ」（KRI Singamanga Radja）として再就役                             |
| ヴォレヴォイ Волевой                   | 第199造船所 (コムソモリスク・ナ・アムーレ)            | 1951年 3月1日   | 1951年 9月11日  | 1951年 12月29日 | 1959年 2月  | インドネシア海軍「シリワンギ」（KRI Siliwangi）として再就役                                              |
| ヴォルヌイ Вольный                     | 第199造船所 (コムソモリスク・ナ・アムーレ)            | 1951年 6月12日  | 1952年 6月4日   | 1952年 12月31日 | 1981年 12月 | |
| ヴクラドチヴィ Вкрадчивый              | 第199造船所 (コムソモリスク・ナ・アムーレ)            | 1951年 7月14日  | 1952年 6月4日   | 1952年 12月31日 | 1979年 1月  | |
| ヴドゥムチヴィ Вдумчивый               | 第199造船所 (コムソモリスク・ナ・アムーレ)            | 1951年 11月5日  | 1952年 7月31日  | 1952年 12月31日 | 1976年 8月  | |
| ヴラズミテルヌイ Вразумительный        | 第199造船所 (コムソモリスク・ナ・アムーレ)            | 1951年 12月15日 | 1952年 9月3日   | 1953年 1月10日  | 1977年 2月  | |
| オグネンヌイ Огненный                  | 第402造船所 (セヴェロドヴィンスク)                    | 1948年 8月14日  | 1949年 8月17日  | 1949年 12月28日 | 1979年 12月 | |
| オトチョトリヴィ Отчётливый            | 第402造船所 (セヴェロドヴィンスク)                    | 1948年 10月29日 | 1949年 9月14日  | 1949年 12月28日 | 1960年 11月 | |
| オストリイ Острый                      | 第402造船所 (セヴェロドヴィンスク)                    | 1948年 12月21日 | 1950年 4月16日  | 1950年 8月25日  | 1983年 6月  | |
| オトヴェトストヴェンヌイ Ответственный | 第402造船所 (セヴェロドヴィンスク)                    | 1949年 6月11日  | 1950年 4月12日  | 1950年 8月31日  | 1961年 8月  | |
| オトメンヌイ Отменный                  | 第402造船所 (セヴェロドヴィンスク)                    | 1949年 10月8日  | 1950年 6月17日  | 1950年 11月06日 | 1978年 2月  | |
| オトリヴィスティ Отрывистый            | 第402造船所 (セヴェロドヴィンスク)                    | 1949年 12月3日  | 1950年 8月25日  | 1950年 12月10日 | 1977年 2月  | |
| オトラジャユシュチイ Отражающий        | 第402造船所 (セヴェロドヴィンスク)                    | 1950年 3月3日   | 1950年 10月1日  | 1950年 12月17日 | 1961年 8月  | |
| オトラドヌイ Отрадный                  | 第402造船所 (セヴェロドヴィンスク)                    | 1950年 5月10日  | 1950年 12月30日 | 1951年 7月20日  | 1984年 3月  | |
| オザリオンヌイ Озарённый               | 第402造船所 (セヴェロドヴィンスク)                    | 1950年 7月6日   | 1951年 3月7日   | 1951年 7月28日  | 1978年 4月  | |
| オベレガユシュチイ Оберегающий         | 第402造船所 (セヴェロドヴィンスク)                    | 1950年 9月23日  | 1951年 5月11日  | 1951年 10月20日 | 1975年 3月  | |
| オハラニャユシュチイ Охраняющий        | 第402造船所 (セヴェロドヴィンスク)                    | 1950年 11月25日 | 1951年 7月26日  | 1951年 11月28日 | 1987年 2月  | |
| オストリジヌイ Осторожный              | 第402造船所 (セヴェロドヴィンスク)                    | 1951年 1月25日  | 1951年 9月25日  | 1951年 12月20日 | 1981年 12月 | |
| オクリリオンヌイ Окрылённый            | 第402造船所 (セヴェロドヴィンスク)                    | 1951年 3月24日  | 1951年 10月17日 | 1951年 12月31日 | 1978年 12月 | |
| オトジヴチヴィ Отзывчивый              | 第402造船所 (セヴェロドヴィンスク)                    | 1951年 5月30日  | 1951年 12月29日 | 1952年 12月20日 | 1977年 7月  | |
| オトチャヤンヌイ Отчаянный             | 第402造船所 (セヴェロドヴィンスク)                    | 1951年 8月25日  | 1951年 12月29日 | 1952年 11月25日 | 1968年 6月  | エジプト海軍「エル・ナセル」（El Nasser）として再就役                                                    |
| オパスヌイ Опасный                     | 第402造船所 (セヴェロドヴィンスク)                    | 1951年 10月20日 | 1952年 6月1日   | 1952年 12月9日  | 1987年 3月  | |
| オズィヴリオンヌイ Оживлённый          | 第402造船所 (セヴェロドヴィンスク)                    | 1952年 1月12日  | 1952年 8月4日   | 1953年 1月24日  | 1976年 6月  | |
| オジェストチオンヌイ Ожесточённый      | 第402造船所 (セヴェロドヴィンスク)                    | 1952年 4月3日   | 1952年 9月16日  | 1953年 3月14日  | 1961年 8月  | |